# لايلي ويكس
لايلي ويكس هو سياسي كندي، ولد في 1 نوفمبر 1912، وتوفي في 3 فبراير 2004. حزبياً، نشط في British Columbia Social Credit Party ‏.